# توماس ر. لونش
توماس ر. لونش (بالإنجليزية: Thomas R. Lynch)‏ هو كاتب أمريكي، ولد في 1956 في ديكادور في الولايات المتحدة.